# Raptus 2
Raptus 2 è il terzo album in studio del rapper italiano Nayt, pubblicato il 27 giugno 2017.
L'album è stato ristampato da Jive Records e Sony Music il 10 maggio 2019 in occasione dell'uscita del cofanetto Raptus Collection contenente i tre titoli della trilogia.

## Tracce
1. Rap2s (Prod. 3D e Skioffi) – 2:40
2. Brillo (Prod. 3D e Skioffi) – 3:07
3. Poveri (Prod. 3D e Skioffi) – 3:40
4. Spaghetti (Prod. 3D e Skioffi) – 2:20
5. Freestyle 21 (Prod. 3D e Skioffi) – 1:51
6. Autovelox (feat. Gemitaiz Prod. 3D e Skioffi) – 3:14
7. Davvero (Prod. 3D e Skioffi) – 2:59
8. Nessuno (feat. Jesto Prod. 3D e Skioffi) – 3:22
9. Gola (Prod. 3D e Skioffi) – 2:56
10. Money (feat. Skioffi Prod. 3D e Skioffi) – 2:54
11. Pezzi di me (Prod. 3D e Skioffi) – 2:54
12. Non mi ricordo di te (Prod. 3D e Skioffi) – 3:32
13. Poveri - Folk Version (Prod. Skioffi) – 3:42
14. Gola - Trio Jazz Version (Prod. Skioffi) – 3:22